# Игры, в которые играют люди (фильм)
«Игры, в которые играют люди» (фин. Seurapeli) — кинофильм финского режиссёра Йенни Тойвониеми, вышедший на экраны в 2020 году. Две национальные премии «Юсси» за лучший сценарий и лучшую мужскую роль второго плана (Самули Нииттимяки), а также 6 номинаций: лучший фильм, лучшая режиссура, лучшая женская роль (Эмми Парвиайнен), лучшая женская роль второго плана (Иида-Мария Хейнонен), лучший монтаж (Саму Хейккиля), лучшие костюмы (Йоуни Мервас).

## Сюжет
Старые друзья собираются в доме на отдалённом финском острове, чтобы отметить 35-летие Митци. Здесь успешный писатель Юхана с беременной супругой Уллой, балагур Хэрде, Натали и Янне, скрывающие отношения между собой. Прилетает из-за границы даже Вероника, сопровождаемая своим мужем — шведской кинозвездой Микаэлем. Поначалу все просто рады видеть друг друга после многих лет разлуки. Однако постепенно начинают оживать призраки былых проблем и неразрешённых противоречий между друзьями.

## В ролях
- Лаура Бирн — Вероника
- Эмми Парвиайнен — Митци
- Паула Весала — Улла
- Иида-Мария Хейнонен — Натали
- Ээро Милонофф — Хэрде
- Кристиан Хиллборг — Микаэль
- Самули Нииттимяки — Юхана
- Пааво Киннунен — Янне